# Фаррес, Освальдо
Освальдо Фаррес (1902—1985) — кубинский композитор, автор множества известных песен в стиле кубинского болеро — Quizás, Quizás, Quizás, «Acercate Mas», «Tres Palabras», «Madrecita» и других.
Его песни были переведены на многие языки. Их исполняли такие известные певцы, как Хулио Иглесиас, Сара Монтьель, Сезария Эвора, Габи Морено, Луис Мигель, Роберто Кел Торрес (стал победителем конкурса Новая волна в 2013 году в Юрмале с песней «История любви»).

## Интересные факты
За всю жизнь Освальдо Фаррес так и не изучил нотную грамоту и напевал свои песни на магнитофон.